# Timothy Scott
Pour les articles homonymes, voir Scott.
Timothy Scott, né le 20 juillet 1937 à Détroit, dans le Michigan, aux (États-Unis), et mort le 14 juin 1995 à Los Angeles, en Californie, aux (États-Unis), est un acteur américain.

## Filmographie partielle
- 1965 : Les Enragés de la moto de Russ Meyer
- 1967 : Le Ranch de l'injustice d'Andrew V. McLaglen
- 1967 : La Route de l'Ouest d'Andrew V. McLaglen
- 1967 : Dans la chaleur de la nuit de Norman Jewison
- 1969 : Butch Cassidy et le Kid de George Roy Hill
- 1969 : La Party (The Party) de Blake Edwards
- 1969 : Le Virginien (TV) saison 8 épisode 14 (Black Jade) : Frank Jugg
- 1971 : Point limite zéro de Richard C. Sarafian
- 1973 : Une fille nommée Lolly Madonna (Lolly-Madonna XXX) de Richard C. Sarafian
- 1977 : Le Fermier de David Berlatsky : Weasel
- 1978 : Les Moissons du ciel de Terrence Malick
- 1979 : Le Cavalier électrique de Sydney Pollack
- 1984 : Footloose de Herbert Ross
- 1991 : Beignets de tomates vertes de Jon Avnet
- 1993 : Gettysburg de Ronald F. Maxwell
- 1994 : Trou de mémoire de Mick Jackson
- 1994 : Blue Sky de Tony Richardson